# Monceaux-en-Bessin
Monceaux-en-Bessin är en kommun i departementet Calvados i regionen Normandie i norra Frankrike. Kommunen ligger i kantonen Bayeux som ligger i arrondissementet Bayeux. År 2022 hade Monceaux-en-Bessin 567 invånare.

## Befolkningsutveckling
Antalet invånare i kommunen Monceaux-en-Bessin
Referens:INSEE